# Liberté de la presse dans l'Empire ottoman
La liberté de la presse dans l'Empire ottoman constitue l'état des droits et des conditions matérielles permettant aux journalistes d'exercer leur liberté de conscience et d'expression via des médias (journaux, revues...) sous l'Empire ottoman : Turquie actuelle et les territoires occupés.

## Histoire
En 1908 la révolution constitutionnaliste débutée à Thessalonique mène le Comité union et progrès à avertir le rédacteur en chef du titre Mizan de s'« abstenir de faire des publications contraires au but poursuivi par le comité ou de nature à troubler l'opinion publique ». D'après La Correspondance d'Orient, l'avertissement termine en disant que s'il ne modifie par son langage on l'obligera à le faire.
En septembre de la même année, le CUP donne à la presse l'ordre de « témoigner au sultan le respect qui lui est dû ; ne pas parler du passé des ministres, [...]  ne pas parler des questions qui ne sont pas encore résolues ».
L'Empire ottoman se dote d'une loi portant sur la liberté de la presse le 31 juillet 1909. Le 17 octobre 1910, Ahmed Riza, président jeunes-Turcs de la Chambre des députés (créée en décembre 1908), lors d'un interview pour la Correspondance d'Orient, déclare que « nous avons la liberté de la presse, et la liberté de réunion ; parle qui veut, écrit qui veut et comme il veut dans les limites d'une loi copiée sur la vôtre ».
Un mois et demi plus tard, en décembre 1912 la Correspondance d'Orient dresse un premier bilan sur la liberté de la presse dans l'Empire. Toute imprimerie doit faire l'objet d'une déclaration sous peine d'une fermeture et d'une amende de 50 livres. L'article 17 de la loi de 1910 stipule que les auteurs de discours provoquant des troubles à l'ordre public seront poursuivis comme auteurs et non comme complices, avec pour peine encourue l'exil à perpétuité. L'article 23 de la loi ottomane édicte qu'« en dehors des poursuites ordinaires, les journaux peuvent être suspendus par le gouvernement, même en cas de poursuites judiciaires, si le gouvernement le juge nécessaire en vue du maintien de l'ordre public ». Article 35 : « l'interdiction de publier et de distribuer dans l'empire ottoman des journaux ou des publications périodiques imprimés dans les pays étrangers ou les provinces privilégiées, est prononcée par un arrêté spécial pris en conseil des ministres. L'interdiction d'un seul numéro peut avoir lieu sur un ordre du ministère de l'intérieur. Ceux qui vendent ou distribuent sciemment une publication ou un journal interdits sont punis d'une amende de deux à 15 livres ».
De nombreux titres sont supprimés, qu'ils soient hellénophones (Embros, Neologos, Therros, Neologos tis Anatolis), turcophones (Yeni Gazette « parce qu'il agite l'opinion en reproduisant sans contrôle des nouvelles de journaux étrangers » (8 août 1909), Seda-i Millet (dont le rédacteur en chef a été assassiné), Mecuriyet (publié à Paris), Güneş, Yeni Ses « dont le directeur a pris la précaution de se faire délivrer, au nom de vingt camarades, vingt autorisations de journaux sous vingt titres différents qui remplacent au fur et à mesure le journal supprimé. »), arabophones (El Zaman (publié à Buenos-Aires), le Roufaya (paraissant en Égypte)) ou russophones (Otetchestvo, Vesti).
Une dépêche au Times du 7 novembre 1910 annonce que « Tous les rédacteurs en chef des feuilles grecques de Constantinople et les correspondants grecs ont été avertis d'avoir à s'abstenir de toute réflexion sur la situation intérieure, sous peine d'être expulsés ».
Des ouvrages sont interdits d'entrée, dont certains de Djevdet Bey pourtant lui-même jeune-Turc et membre fondateur du Comité union et progrès.